# NGC 2838
NGC 2838 ist eine elliptische Galaxie vom Hubble-Typ E0 im Sternbild Luchs am Nordsternhimmel. Sie ist schätzungsweise 371 Millionen Lichtjahre von der Milchstraße entfernt und hat einen Durchmesser von etwa 100.000 Lj.
Im selben Himmelsareal befinden sich u. a. die Galaxien NGC 2844 und NGC 2852.
Das Objekt wurde am 18. März 1787 von William Herschel entdeckt.